# Raddusa
Raddusa là một đô thị ở tỉnh Catania trong vùng Sicilia, có khoảng cách khoảng 130 km về phía đông nam của Palermo và cách khoảng 45 km về phía tây của Catania. Tại thời điểm ngày 31 tháng 12 năm 2004, đô thị này có dân số 3.433 người và diện tích là 23,3 km².
Raddusa giáp các đô thị: Aidone, Assoro, Piazza Armerina, Castel di Judica, Ramacca.